# Положение на тоалетната хартия
| Отгоре |  | Отдолу |
| Отгоре |  | Отдолу |

Прикачена към държач, тоалетната хартия може да бъде разположена по два начина: отгоре (пред ролката) или отдолу (зад ролката, с лице към врата или стена). Положението на ролката тоалетна хартия е въпрос на лични предпочитания, убеждения или навик.
Макар и тривиална тема, някои хора поддържат категорични мнения. Ан Ландърс отбелязва, че тази тема е най-противоречивата, на която се е натъквала по време на кариерата си на журналист. Защитници на всяка от двете позиции цитират предимства, вариращи от естетичност и гостоприемство през чистота и съхранение на хартията до откъсване на отделни парчета и съвместимост с домашни любимци. Някои автори считат, че положението на хартията може да има връзка с възрастта, пола или политическата философия на отделния индивид. Проучвания доказват, че съществува връзка със социално-икономическия статус.
Разглеждано като проблем, положението на тоалетната хартия може да бъде решено по различни начини, като например снабдяване с два държача за двете положения, използване на две отделни бани или просто пренебрегване на самия проблем. Докато някои обмислят въвеждане за стандарт на тоалетната хартия, други планират нов тип тоалетна 
 ролка, която да може да сменя своите положения, задоволявайки нуждите на всеки потребител.
|  | Тази страница частично или изцяло представлява превод на страницата Toilet paper orientation в Уикипедия на английски. Оригиналният текст, както и този превод, са защитени от Лиценза „Криейтив Комънс – Признание – Споделяне на споделеното“, а за съдържание, създадено преди юни 2009 година – от Лиценза за свободна документация на ГНУ. Прегледайте историята на редакциите на оригиналната страница, както и на преводната страница, за да видите списъка на съавторите. ВАЖНО: Този шаблон се отнася единствено до авторските права върху съдържанието на статията. Добавянето му не отменя изискването да се посочват конкретни източници на твърденията, които да бъдат благонадеждни. |